# Psychotria velutina
Psychotria velutina är en måreväxtart som beskrevs av Adolph Daniel Edward Elmer. Psychotria velutina ingår i släktet Psychotria och familjen måreväxter. Inga underarter finns listade i Catalogue of Life.